# José Guerra Campos
José Guerra Campos (Ames, 13 settembre 1920 – Sentmenat, 15 luglio 1997) è stato un vescovo cattolico spagnolo.

## Biografia
José Guerra Campos nacque ad Ames il 13 settembre 1920.

### Formazione e ministero sacerdotale
Compì gli studi ecclesiastici nel seminario diocesano di Santiago di Compostela dal 1931 al 1940, con un'interruzione durante la guerra civile spagnola dove combatté nella 108ª divisione franchista. In seguito fu inviato a Roma per studi e prese residenza nel Pontificio Collegio Spagnolo di San Giuseppe. Nel 1945 conseguì la laurea in sacra teologia presso la Pontificia Università Gregoriana. In seguito conseguì il dottorato presso la Pontificia Università di Salamanca.
Il 15 ottobre 1944 fu ordinato presbitero. In seguito fu professore di teologia, introduzione ai Vangeli, storia della filosofia e liturgia presso il seminario diocesano di Santiago di Compostela; docente di storia delle religioni e di storia della Chiesa presso l'Istituto superiore di cultura religiosa e professore deontologia generale e medica nelle Facoltà di medicina e di farmacia dell'Università di Santiago di Compostela. Nel 1951 venne nominato canonico reliquiario della cattedrale di Santiago di Compostela.
Dal 1945 al 1964 fu assistente ecclesiastico della gioventù universitaria di Azione Cattolica; vice-consigliere dell'Arciconfraternita universale dell'Apostolo Santiago e direttore della sua rivista Compostela; segretario delle commissioni degli anni santi giacobei; membro del Centro di studi giacobei; padre sarmiento dell'Istituto di studi galiziani e vicedirettore in una fase degli scavi archeologici nella cattedrale di Santiago di Compostela.
Fu consultore dell'episcopato spagnolo durante le prime due sessioni Concilio Vaticano II.

### Ministero episcopale
Il 15 giugno 1964 papa Paolo VI lo nominò vescovo ausiliare di Madrid e titolare di Muzia. Ricevette l'ordinazione episcopale il 26 luglio successivo dal cardinale Fernando Quiroga y Palacios, arcivescovo metropolita di Santiago di Compostela, co-consacranti l'arcivescovo di Madrid Casimiro Morcillo González e il vescovo ausiliare di Santiago di Compostela Miguel Nóvoa Fuente.
Partecipò come vescovo alle ultime due sessioni del Concilio Vaticano II e fece un intervento speciale sull'ateismo marxista nella discussione della costituzione Gaudium et spes.
Negli anni Settanta, insieme all'ammiraglio Luis Carrero Blanco, promosse la rivista conservatrice Iglesia-Mundo, che era una risposta alle politiche di Paolo VI (che lo aveva nominato vescovo di Madrid) e del nunzio Luigi Dadaglio.
Fu membro del Segretariato per i non credenti dal 1965 al 1973 e del comitato di collegamento delle Conferenze episcopali europee dal 1965 al 1972.
Dal 1966 al 1972 fu segretario generale della Conferenza episcopale spagnola.
Nel 1967 Francisco Franco lo nominò procuratore alle Corti Generali.
Partecipò alla I assemblea generale ordinaria del Sinodo dei vescovi che ebbe luogo nella Città del Vaticano dal 29 settembre al 29 ottobre 1967 sul tema "La preservazione e il rafforzamento della fede cattolica, la sua integrità, il suo vigore, il suo sviluppo, la sua coerenza dottrinale e storica" e fu membro della segreteria della I assemblea generale straordinaria del Sinodo dei vescovi che ebbe luogo nella Città del Vaticano dall'11 al 28 ottobre 1969 sul tema "Le Conferenze Episcopali e la collegialità dei vescovi".
Il 13 aprile 1973 papa Paolo VI lo promosse vescovo di Cuenca. Prese possesso della diocesi il 17 giugno successivo.
Fu ispiratore della prestigiosa rivista religiosa Iglesia-Mundo e della Fraternità sacerdotale spagnola, un'organizzazione che riuniva 6000 sacerdoti tradizionalisti contrari ad alcune aperture del Concilio Vaticano II.
Fu uno dei 59 procuratori che il 18 novembre 1976 nelle Corti Generali votarono contro la legge di riforma politica che abrogava i Principi fondamentali del movimento franchista.
Fu anche presidente dell'Unione nazionale dell'apostolato secolare; membro del Consiglio nazionale dell'Azione Cattolica spagnola; presidente della commissione cattolica spagnola per l'infanzia; presidente del comitato direttivo della campagna contro la fame nel mondo; direttore dell'Istituto centrale di cultura religiosa superiore; presidente della commissione consultiva per i programmi religiosi di RTVE fino al 1973 e membro del Consiglio di amministrazione del Consiglio di fondazione di Menéndez y Pelayo del CSIC fino al 1976.
Il 26 giugno 1996 papa Giovanni Paolo II accettò la sua rinuncia al governo pastorale della diocesi per raggiunti limiti di età.
Morì in una residenza della Società Missionaria di Cristo Re, un istituto che lui stesso aveva eretto nel 1994, a Sentmenat il 15 luglio 1997 all'età di 76 anni. Le esequie si tennero il 17 luglio nella cattedrale di Cuenca. Al termine del rito fu sepolto nello stesso edificio.

## Opere
- La esperanza del Evangelio. Habitavit in nobis, Editorial Sol, 2006, p. 185. ISBN 978-84-612-8977-6.
- «Diálogo sobre la libertad religiosa, Altar Mayor, Nº. 12. Enero de 2009. p. 363-374.
- Lecciones sobre ateísmo contemporáneo, Madrid, Fe Católica, 1978. ISBN 84-7072-097-X.
- La ley de divorcio y el Episcopado español: (1976-1981), Madrid, ADUE, 1981. ISBN 84-85369-02-5.
- Exploraciones arqueológicas en torno al sepulcro del Apóstol Santiago, Santiago de Compostela, Cabildo de la Catedral, 1983. ISBN 84-7009-192-1.

## Genealogia episcopale
La genealogia episcopale è:
- Cardinale Scipione Rebiba
- Cardinale Giulio Antonio Santori
- Cardinale Girolamo Bernerio, O.P.
- Arcivescovo Galeazzo Sanvitale
- Cardinale Ludovico Ludovisi
- Cardinale Luigi Caetani
- Cardinale Ulderico Carpegna
- Cardinale Paluzzo Paluzzi Altieri degli Albertoni
- Papa Benedetto XIII
- Papa Benedetto XIV
- Papa Clemente XIII
- Cardinale Bernardino Giraud
- Cardinale Alessandro Mattei
- Cardinale Pietro Francesco Galleffi
- Cardinale Filippo de Angelis
- Cardinale Amilcare Malagola
- Cardinale Giovanni Tacci Porcelli
- Cardinale Fernando Cento
- Arcivescovo Antonio García y García
- Cardinale Fernando Quiroga y Palacios
- Vescovo José Guerra Campos